# تاريخ كوستاريكا

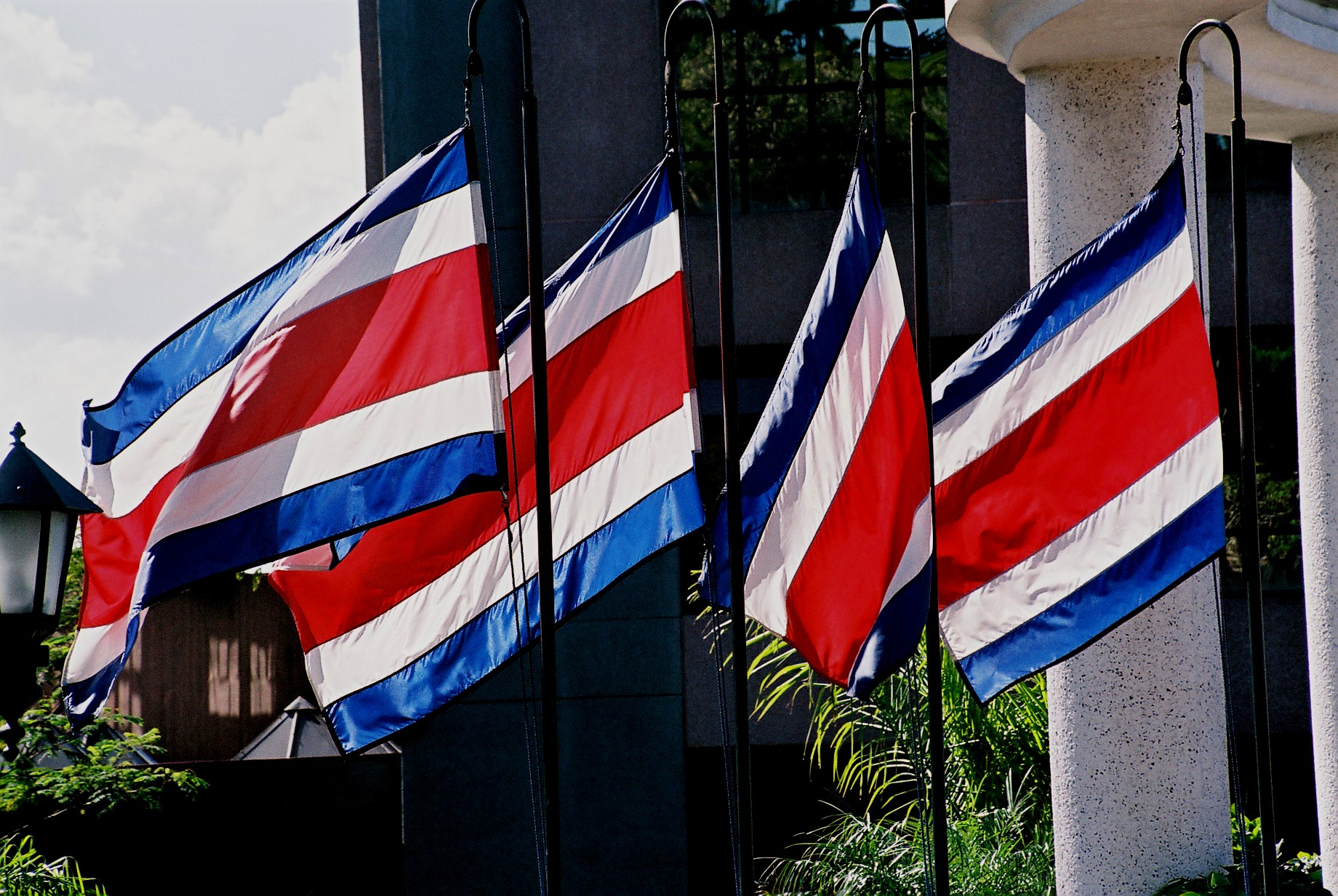
المحكمة العليا في سان خوسيه ، كوستاريكا.

كان السكان الأصليون الأوائل في كوستاريكا صيادين وجامعي ثمار، وعملت كوستاريكا منطقةً وسيطة بين ثقافات أمريكا الوسطى وثقافات الإنكا الأصلية. يُعد كريستوفر كولومبوس أول من أسقط مرساة في كوستاريكا سنة 1502 في جزيرة أوفيتا. وبعد فترة وجيزة، تغلبت قواته على السكان الأصليين. ودمج المنطقة داخل القبطانية العامة لغواتيمالا، التي يُطلق عليها أيضًا أحيانًا مملكة غواتيمالا إقليمًا تابعًا لإسبانيا الجديدة سنة 1524. على مدى 300 عام، كانت كوستاريكا مستعمرة إسبانية، ولذلك تأثرت ثقافة كوستاريكا تأثرًا كبيرًا بثقافة إسبانيا. وخلال هذه الفترة بقيت كوستاريكا قليلة التطور وفقيرة.
بعد حرب الاستقلال المكسيكية (1810-1821)، أصبحت كوستاريكا جزءًا من الامبراطورية المكسيكية المستقلة سنة 1821. غدت كوستاريكا جزءًا من جمهورية أمريكا الوسطى الاتحادية سنة 1813، قبل أن تحصل على الاستقلال الكامل سنة 1821. عانى اقتصادها بسبب عدم وجود صلات مع الموردين الأوروبيين. وسنة 1856، قاومت كوستاريكا محاولات استيلاء مستوطني الولايات المتحدة على السلطة.
وبعد عام 1869، انشأت كوستاريكا حكومةً ديمقراطية. بعد الحرب الأهلية عام 1948، صاغت الحكومة دستورًا جديدًا، يضمن حق الاقتراع العام وحل الجيش. اليوم، أصبحت كوستاريكا ديمقراطية تعتمد على التكنولوجيا والسياحة البيئية اقتصاديًا. ورغم تراجع الفقر منذ مطلع القرن الحادي والعشرين، ما تزال المشكلات الاقتصادية قائمة، إذ تواجه كوستاريكا مشكلات البطالة المقنعة والديون الخارجية والداخلية، ونقص التجارة.

## الصيادين وجامعى الثمار
يرتبط أقدم دليل على الوجود البشري في كوستاريكا بوصول مجموعات من الصيادين/الجامعين نحو 10,000-7000 ق.م، مع وجود أدلة أثرية قديمة، مثل الأدوات الحجرية في وادي توريالبا، وفي مواقع غوارديريا وفلورنسا، وتطابق مناطق المحاجر وورش العمل ووجود أنواع من الرماح من نوع كلوفيس والأسهم المستوحاة من أمريكا الجنوبية. كل هذا يُشير إلى إمكانية تعايش ثقافتين مختلفتين في هذه المنطقة.
كان الناس في هذا العصر من البدو الرحل. ثم انتظموا في فرق عائلية تضم 20-30 فردًا. كانت الفرائس الحيوانية المعتادة لهم من الحيوانات الضخمة، مثل الأرماديلوس العملاق والمدرع والكسلان والماستودون. وهي حيوانات انقرض أكثرها قبل نحو 8000 سنة. وكان على المستوطنين الأوائل التكيف مع صيد الحيوانات الصغيرة ووضع استراتيجيات مناسبة للتكيف مع الظروف الجديدة.

## كوستاريكا في العصر ما قبل الكولومبي
في العصر ما قبل الكولومبي، كان الأمريكيون الأصليون فيما يُعرف الآن بكوستاريكا جزءًا من مجتمع ثقافي معروف باسم المنطقة الوسطى، بين المناطق الثقافية في أمريكا الوسطى والإنكا.
كان شمال غرب البلاد، شبه جزيرة نيكويا، أقصى نقطة في الجنوب ضمن تأثير ناواتل الثقافي عندما جاء الكونكيستدور الإسبان في القرن السادس عشر. وكانت الأجزاء الوسطى والجنوبية من البلاد تحت نفوذ شيبشا. أثر السكان الاصليون في الثقافة الكوستاريكية الحديثة بدرجة قليلة نسبيًا. إذ إن في السنوات التي أعقبت المعركة الأوروبية، توفي العديد من الناس بسبب الأمراض المعدية التي نقلها الأوروبيون، مثل الحصبة والجدري، التي لم تكن لديهم مناعة ضدها.
ازدهرت ثقافة ديكيس في الفترة (700-1530م)، وعُرفت بتميز الأعمال المعدنية والحجرية.

## الاستعمار الإسباني
بدأت الفترة الاستعمارية بوصول كريستوفر كولومبوس إلى الساحل الشرقي لكوستاريكا في رحلته الرابعة في 18 سبتمبر 1502. وتبع ذلك العديد من البعثات الإسبانية اللاحقة، ما أدى إلى تأسيس أول مستعمرة إسبانية في كوستاريكا سنة 1524، وهي فيلا بروسلاس.
خلال معظم الفترة الاستعمارية، كانت كوستاريكا المقاطعة الواقعة في أقصى جنوب القبطانية العامة لغواتيمالا، التي كانت رسميًا جزءًا من تاج إسبانيا الجديدة (المكسيك حاليًا). عمليًا، كانت كوستاريكا كيانًا مستقلًا بدرجة كبيرة ضمن الإمبراطورية الإسبانية. إن بُعد كوستاريكا عن العاصمة غواتيمالا، وحظر القانون الإسباني للتجارة مع البلدان المجاورة مثل بنما، ومع التاج الإسباني في غرناطة الجديدة (كولومبيا حاليًا)، والافتقار إلى الثروات مثل الذهب والفضة، كل ذلك أدى إلى جذب عدد قليل من السكان. إذ كانت منطقة فقيرة معزولة وقليلة السكان داخل الإمبراطورية الإسبانية. ووصف حاكم إسباني كوستاريكا سنة 1719 بأنها «أفقر المستعمرات الإسبانية وأكثرها بؤسًا».
يذكر العديد من المؤرخين أن المنطقة عانت نقص السكان الأصليين المُتاحين للعمل القسري، ما يعني أن معظم المستوطنين الكوستاريكيين اضطروا إلى العمل في أراضيهم. ما منع إنشاء مزارع كبيرة. ومع ذلك أهمل التاج الإسباني كوستاريكا، وتُركت لتتطور بمفردها. إن الفقر النسبي لصغار مُلاك الأراضي، والافتقار إلى عدد كبير من القوى العاملة من السكان الأصليين، والتجانس العرقي واللغوي للسكان، وانعزال كوستاريكا عن المراكز الاستعمارية الإسبانية في المكسيك والإنكا، ساعد كل ذلك على تطوير المجتمع الزراعي المستقل والفردي. حتى الحاكم كان عليه أن يزرع محاصيله الخاصة ويعتني بحديقته بسبب فقره. إذ أدى الفشل في بناء مجتمع استعماري قائم على السكان الأصليين والعبيد إلى الاقتصاد الزراعي في القرن الثامن عشر.
خلال فترة الغزو، سكن المنطقة نحو عشرين من المجتمعات المستقلة، بلغ عددهم مئات الآلاف وتحدثوا عدة لغات مختلفة، واستمر الغزو الإسباني لكوستاريكا أكثر من نصف قرن من عام 1510. كان استعباد مجتمعات نيكويا الأصلية على الساحل الشمالي للمحيط الهادي المرحلة الأولى للغزو. وبدأت المرحلة الثانية بمحاولات غير مثمرة لتوحيد مستوطنة إسبانيا على الجانب الكاريبي. نتيجةً لذلك، انخفض عدد السكان الأصليين إلى حد الانقراض، بسبب المرض والحرب والانتقام والترحيل والاستغلال الوحشي. إذ بلغ عدد السكان الأصليين نحو 120 ألف نسمة عام 1569، وانخفض إلى 10 آلاف عام 1611.

## الاستقلال عن إسبانيا
في أوائل القرن التاسع عشر، أدى احتلال نابليون لإسبانيا إلى اندلاع الثورات في المستعمرات الإسبانية. نشبت المعارك في إسبانيا الجديدة من أجل الاستقلال في الفترة 1810-1821، في المكسيك حاليًا. وفور هزيمة نائب الملك في العاصمة -مكسيكو سيتي حاليًا- سنة 1821، أرسل أخبار الاستقلال إلى جميع أراضي إسبانيا الجديدة، متضمنةً دول القبطانية العامة السابقة لغواتيمالا. وانضمت كوستاريكا لدول أمريكا الوسطى في إعلان مشترك للاستقلال عن إسبانيا، هي وثيقة الاستقلال عام 1821.
في أكتوبر 1821، وصلت الوثائق إلى كارتاغو، ودعا الحاكم خوان مانويل دي كانياس لعقد اجتماع طارئ. طُرح العديد من الأفكار حول ما يجب فعله عقب الحصول على الاستقلال، مثل الانضمام إلى المكسيك أو إلى غواتيمالا، أو إلى غرناطة الجديدة (كولومبيا حاليًا). أُعلن عن مجموعة (مجلس تراث الشعب)، التي أنشأت المجلس الحكومي الأعلى المؤقت لكوستاريكا.
اعترفت السلطات الاستعمارية بالاستقلال في 29 أكتوبر 1821. وتم التصديق عليه في مدن سان خوسيه في 1 نوفمبر 1821، وفي كارتاغو في 3 نوفمبر 1821، وإيريذيا في 11 نوفمبر 1821، وألاخويلا في 25 نوفمبر 1821.
بعد إعلان الاستقلال، اعتزم البرلمان الإسباني الجديد إنشاء برلمان اتحادي، يصبح بموجبه ملك اسبانيا فيرناندو السابع ملكًا على إسبانيا الجديدة أيضًا، مع وجود قوانين ومكاتب تشريعية منفصلة. وإذا رفض الملك هذا المنصب، ينص القانون على انضمام عضو من آل بوربون إلى عرش إسبانيا الجديدة. لم يعترف فيرناندو السابع باستقلال المستعمرات، وقال إن إسبانيا لن تسمح لأي أمير أوروبي آخر بأن يتولى عرش إسبانيا الجديدة.
بطلب من البرلمان، أُعلن الوصي على العرش أغوستين دي إتوربيدي إمبراطورًا لإسبانيا الجديدة، وتغير اسمها إلى المكسيك. كانت الإمبراطورية المكسيكية الاسم الرسمي للنظام الملكي في الفترة 1821-1823. ضمت أراضي الإمبراطورية المكسيكية الأراضي القارية ومقاطعات إسبانيا الجديدة متضمنةً غواتيمالا. في 5 أبريل 1823 اندلعت معركة أوتشموجو بين قوات كارتاغو التي أرادت الانضمام إلى الإمبراطورية المكسيكية ومن اختاروا الاستقلال.

## أمريكا الوسطى
سنة 1823، أطاحت الثورة في المكسيك بالإمبراطور أغوستين دي إتوربيدي. وصوت المؤتمر المكسيكي الجديد على منح أنصار أمريكا الوسطى حق تقرير مصيرهم. تشكلت أمريكا الوسطى الاتحادية من 5 ولايات تحت قيادة الجنرال مانويل خوسيه ارسي. لكن الاتحاد لم يكن قويًا كفاية وسرعات ما تفكك تحت ضغوط التنافس بين الولايات.
بعد الاستقلال سنة 1823، لم يكن لدى كوستاريكا طرق تجارية منتظمة لتصدير البن إلى الأسواق الأوروبية. إذ سبب نقص البنى التحتية صعوبات في النقل. كانت مناطق زراعة البن تقع أساسًا في الوادي الأوسط، ولم يكن من الممكن الوصول إلا إلى ميناء بونتاريناس على ساحل المحيط الهادي. قبل افتتاح قناة بنما، كانت السفن الأوروبية تُضطر إلى الإبحار حول كيب هورن للوصول إلى ساحل المحيط الهادي. سنة 1843 أُنشئ طريق تجاري إلى أوروبا بمساعدة وليام لو لاتشير، وهو تاجر ومالك سفن في غيرنسي.
سنة 1856، بدأ وليام ووكر، وهو مغامر ومرتزق أمريكي بالتوغل في أمريكا الوسطى. وبعد وصوله إلى نيكاراغوا، أعلن نفسه رئيسًا لنيكارغوا وأعاد العبودية التي أُلغيت سابقًا. كان ينوي التوسع في كوستاريكا، وبعد دخوله تلك المنطقة، أعلنت البلاد الحرب ضد قواته. بقيادة القائد العام لجيش كوستاريكا، الرئيس خوان رافائيل مورا بوراس، هُزم المغامرون العسكريون وأُجبروا على مغادرة البلاد. تبعت القوات الكوستاريكية الجنود حتى مدينة ريفاس في نيكارغوا، وبعد المعركة النهائية تراجع وليام ووكر وقواته. خوان سانتاماريا، عازف طبول من ألاخويلا، فقد حياته عندما أشعل النار في معقل المرتزقة في المعركة الاخيرة، يُذكر اليوم بوصفه بطلًا قوميًا.

## جمهورية كوستاريكا
بدأ عصر الديمقراطية السلمية في كوستاريكا بانتخابات سنة 1869. تجنبت كوستاريكا الكثير من أعمال العنف التي عانتها أمريكا الوسطى. ومنذ أواخر القرن التاسع عشر، لم يعكر صفو التطور الديموقراطي سوى فترتين من العنف. الأولى في الفترة 1917-1919، في حكم الديكتاتور تينوكو غرانادوس. والثانية عام 1948، إذ قاد خوسيه فيغيريس فيرير انتفاضة مسلحة عقب التنازع على نتائج الانتخابات الرئاسية. دامت الحرب الأهلية الكوستاريكية 44 يومًا، نتج عنها أكثر الأحداث دموية في تاريخ كوستاريكا في القرن العشرين، راح ضحيتها 2000 شخص. وضع المجلس العسكري المنتصر دستورًا يضمن إجراء انتخابات حرة بالاقتراع العام وحل الجيش. أصبح فيغيريس بطلًا قوميًا، إذ انتُخب أول رئيس بموجب الدستور الجديد سنة 1953. ومنذ ذلك الحين، كانت كوستاريكا إحدى الديمقراطيات القليلة التي لا تمتلك جيشًا دائمًا. أُجريت 16 انتخابات رئاسية سلمية، آخرها سنة 2018.
شهد اقتصاد كوستاريكا تحولًا سنة 1978. وتحولت البلاد من قصة نجاح في التنمية الاقتصادية إلى أزمة اجتماعية واقتصادية حادة. اعتمدت كوستاريكا على تصدير الموز والبن، لكن انخفضت أسعار البن، ومن ثم إيراداته، وارتفع سعر النفط، وهو من الواردات الرئيسية، ما أدى إلى أزمة اقتصادية عنيفة. وللمساعدة على تحسين الاقتصاد، اعتمد الرئيس رودريغو كارازو على الاقتراض، ما أدى إلى المزيد من الديون.